# Lista dos aeroportos mais altos do mundo
Esta é a lista dos aeroportos civis situados a maior altitude. Todos os aeroportos estão a mais de 2500 metros de altitude.
| Ordem | Aeroporto                                                  | Cidade ou região       | País           | Código IATA         | Código ICAO           | Coordenadas                        | Altitude (m) | Altitude (ft) |
| ----- | ---------------------------------------------------------- | ---------------------- | -------------- | ------------------- | --------------------- | ---------------------------------- | ------------ | ------------- |
| 1     | Aeroporto Daocheng Yading                                  | Daocheng, Sichuan      | China          | DCY                 | ZUDC                  | 29° 18′ 46″ N, 100° 03′ 32″ L      | 4 411        | 14 472        |
| 2     | Aeroporto Qamdo Bamda                                      | Qamdo, Tibete          | China          | BPX                 | ZUBD                  | 30° 33′ 13″ N, 97° 06′ 31″ L       | 4 334        | 14 219        |
| 3     | Aeroporto Kangding                                         | Kangding, Sichuan      | China          | KGT                 | ZUKD                  | 30° 09′ 27″ N, 101° 44′ 05″ L      | 4 280        | 14 042        |
| 4     | Aeroporto Ngari Gunsa                                      | Shiquanhe, Tibete      | China          | NGQ                 | ZUAL                  | 32° 06′ 31″ N, 80° 03′ 10″ L       | 4 274        | 14 022        |
| 5     | Aeroporto Internacional El Alto                            | La Paz                 | Bolívia        | LPB                 | SLLP                  | 16° 30′ 48″ S, 68° 11′ 32″ O       | 4 061        | 13 323        |
| 6     | Aeroporto de Uyuni                                         | Uyuni                  | Bolívia        | UYU                 | SLUY                  | 20° 27′ 00″ S, 66° 50′ 32″ O       | 3 954        | 12 972        |
| 7     | Aeroporto Capitão Nicolas Rojas                            | Potosí                 | Bolívia        | POI                 | SLPO                  | 19° 32′ 35″ S, 65° 43′ 25″ O       | 3 936        | 12 913        |
| 8     | Aeroporto Yushu Batang                                     | Yushu, Qinghai         | China          | YUS                 | ZLYS                  | 32° 50′ 21″ N, 97° 02′ 20″ L       | 3 890        | 12 762        |
| 9     | Aeroporto Internacional Inca Manco Cápac                   | Juliaca e Puno         | Peru           | JUL                 | SPJL                  | 15° 28′ 01″ S, 70° 09′ 29″ O       | 3 826        | 12 552        |
| 10    | Aeroporto Golog Maqin                                      | Golog, Qinghai         | China          | GMQ                 | ZLGL                  | 34° 25′ 18″ N, 100° 18′ 05″ L      | 3 788        | 12 428        |
| 11    | Aeroporto Paz Shigatse                                     | Shigatse, Tibete       | China          | RKZ                 | ZURK                  | 29° 21′ 06″ N, 89° 18′ 25″ L       | 3 782        | 12 408        |
| 12    | Aeroporto Juan Mendoza                                     | Oruro                  | Bolívia        | ORU                 | SLOR                  | 17° 57′ 45″ S, 67° 04′ 34″ O       | 3 702        | 12 146        |
| 13    | Aeroporto de Lhasa Gonggar                                 | Lhasa, Tibete          | China          | LXA                 | ZULS                  | 29° 17′ 52″ N, 90° 54′ 43″ L       | 3 570        | 11 713        |
| 14    | Aeroporto Hongyuan                                         | Hongyuan, Sichuan      | China          | AHJ                 | ZUHY                  | 32° 31′ 45″ N, 102° 21′ 25″ L      | 3 535        | 11 598        |
| 15    | Aeroporto Jiuzhai Huanglong                                | Jiuzhaigou, Sichuan    | China          | JZH                 | ZUJZ                  | 32° 51′ 15″ N, 103° 41′ 07″ L      | 3 448        | 11 312        |
| 16    | Aeroporto Andahuaylas                                      | Andahuaylas            | Peru           | ANS                 | SPHY                  | 13° 39′ 00″ S, 73° 25′ 00″ O       | 3 444        | 11 299        |
| 17    | Aeroporto Francisco Carle                                  | Jauja                  | Peru           | JAU                 | SPJJ                  | 11° 47′ 00″ S, 75° 28′ 00″ O       | 3 363        | 11 033        |
| 18    | Aeroporto Manang                                           | Manang                 | Nepal          | NGX                 | VNMA                  | 28° 37′ 59,99″ N, 84° 00′ 00″ L    | 3 353        | 11 001        |
| 19    | Aeroporto Internacional Alejandro Velasco Astete           | Cusco                  | Peru           | CUZ                 | SPZO                  | 13° 32′ 08″ S, 71° 56′ 37″ O       | 3 310        | 10 860        |
| 20    | Aeroporto Ninglang Luguhu                                  | Ninglang, Yunnan       | China          | NLH                 | ZPNL                  | 27° 32′ 38″ N, 100° 45′ 27″ L      | 3 293        | 10 804        |
| 21    | Aeroporto Diqing Shangri-La                                | Jiantang, Yunnan       | China          | DIG                 | ZPDQ                  | 27° 47′ 36″ N, 99° 40′ 38″ L       | 3 280        | 10 761        |
| 22    | Aeroporto Kushok Bakula Rimpochhe                          | Leh, Jammu and Kashmir | Índia          | IXL                 | VILH                  | 34° 08′ 09″ N, 77° 32′ 47″ L       | 3 256        | 10 682        |
| 23    | Aeroporto Gannan Xiahe                                     | Xiahe, Gansu           | China          | GXH                 | ZLXH                  | 34° 48′ 38″ N, 102° 38′ 41″ L      | 3 203        | 10 509        |
| 24    | Aeroporto Alcantarí                                        | Sucre                  | Bolívia        | SRE                 | SLAL                  | 19° 14′ 49″ S, 65° 08′ 59″ O       | 3 112        | 10 210        |
| 25    | Aeroporto Lake County                                      | Leadville, Colorado    | Estados Unidos | LXV                 | KLXV                  | 39° 13′ 13″ N, 106° 19′ 00″ O      | 3 026        | 9 928         |
| 26    | Aeroporto San Luis                                         | Ipiales                | Colômbia       | IPI                 | SKIP                  | 0° 51′ 43″ N, 77° 40′ 18″ O        | 2 976        | 9 764         |
| 27    | Aeroporto Nyingchi Mainling                                | Mainling, Tibete       | China          | LZY                 | ZUNZ                  | 29° 18′ 12″ N, 94° 20′ 07″ L       | 2 949        | 9 675         |
| 28    | Aeroporto Huatugou                                         | Mangnai, Qinghai       | China          | HTT                 | ZLHX                  | 38° 12′ 12″ N, 90° 50′ 30″ L       | 2 945        | 9 662         |
| 29    | Aeroporto Internacional Teniente Coronel Luis A. Mantilla  | Tulcán                 | Equador        | TUA                 | SETU                  | 0° 48′ 34″ N, 77° 42′ 29″ O        | 2 941        | 9 649         |
| 30    | Aeroporto Internacional Juana Azurduy de Padilla (fechado) | Sucre                  | Bolívia        | nenhum (antes: SRE) | nenhum (antes: SLSU)  | 19° 00′ 25″ S, 65° 17′ 19″ O       | 2 904        | 9 528         |
| 31    | Aeroporto Delingha                                         | Delingha, Qinghai      | China          | HXD                 | ZLDL                  | 37° 07′ 30″ N, 97° 16′ 07″ L       | 2 860        | 9 383         |
| 32    | Aeroporto Golmud                                           | Golmud, Qinghai        | China          | GOQ                 | ZLGM                  | 36° 24′ 02″ N, 94° 47′ 10″ L       | 2 842        | 9 324         |
| 33    | Aeroporto Simikot                                          | Simikot                | Nepal          | IMK                 | VNST                  | 29° 58′ 09,59″ N, 81° 49′ 04,79″ L | 2 818        | 9 245         |
| 34    | Aeroporto Internacional Old Mariscal Sucre (fechado)       | Quito                  | Equador        | nenhum (antes: UIO) | nenhum' (antes: SEQU) | 0° 08′ 28″ S, 78° 29′ 17″ O        | 2 813        | 9 229         |
| 35    | Aeroporto Internacional Cotopaxi                           | Latacunga              | Equador        | LTX                 | SELT                  | 0° 54′ 25″ S, 78° 36′ 57″ O        | 2 806        | 9 206         |
| 36    | Aeroporto Tenzing–Hillary                                  | Lukla                  | Nepal          | LUA                 | VNLK                  | 27° 41′ 16″ N, 86° 43′ 53″ L       | 2 774        | 9 101         |
| 37    | Aeroporto Comandante FAP Germán Arias Graziani             | Huaraz                 | Peru           | ATA                 | SPHZ                  | 9° 20′ 50″ S, 77° 35′ 54″ O        | 2 773        | 9 098         |
| 38    | Aeroporto Regional Telluride                               | Telluride, Colorado    | Estados Unidos | TEX                 | KTEX                  | 37° 57′ 14″ N, 107° 54′ 31″ O      | 2 767        | 9 078         |
| 39    | Aeroporto Jomsom                                           | Jomsom                 | Nepal          | JMO                 | VNJS                  | 28° 46′ 33,59″ N, 83° 43′ 12,59″ L | 2 736        | 8 976         |
| 40    | Aeroporto Mayor General FAP Armando Revoredo Iglesias      | Cajamarca              | Peru           | CJA                 | SPJR                  | 7° 08′ 21″ S, 78° 29′ 21″ O        | 2 676        | 8 780         |
| 41    | Aeroporto Shennongjia Hongping                             | Shennongjia, Hubei     | China          | HPG                 | ZHSN                  | 31° 38′ 01″ N, 110° 20′ 17″ L      | 2 580        | 8 465         |
| 42    | Aeroporto Internacional de Toluca                          | Toluca                 | México         | TLC                 | MMTO                  | 19° 20′ 13″ N, 99° 33′ 57″ O       | 2 580        | 8 465         |
| 43    | Aeroporto Internacional Rodríguez Ballón                   | Arequipa               | Peru           | AQP                 | SPQU                  | 16° 20′ 28″ S, 71° 34′ 59″ O       | 2 562        | 8 406         |
| 44    | Aeroporto Internacional El Dorado                          | Bogotá                 | Colômbia       | BOG                 | SKBO                  | 4° 42′ 05″ N, 74° 08′ 49″ O        | 2 548        | 8 360         |
| 45    | Aeroporto Internacional Jorge Wilstermann                  | Cochabamba             | Bolívia        | CBB                 | SLCB                  | 17° 25′ 15″ S, 66° 10′ 37″ O       | 2 548        | 8 360         |
| 46    | Aeroporto Internacional Mariscal Lamar                     | Cuenca                 | Equador        | CUE                 | SECU                  | 2° 53′ 22″ S, 78° 59′ 04″ O        | 2 532        | 8 307         |